# Giampaolo Mazza
Pour les articles homonymes, voir Mazza.
Giampaolo Mazza (né le 26 février 1956 à Gênes, Ligurie, en Italie) est l'ancien sélectionneur de l'équipe de Saint-Marin de football qu'il a dirigé pendant 15 ans.

## Biographie
Giampaolo Mazza est responsable de l'équipe nationale de Saint-Marin depuis 1998. Il démissionne de ses fonctions le 17 octobre 2013, 15 ans après son arrivée à la tête de la sélection. En dehors de ces fonctions, il est également professeur d'éducation physique dans une école près de Saint-Marin.
Avant de devenir entraîneur, à l'âge de 21 ans, Mazza a joué au football dans une équipe de Série C, le San Marino Calcio.